# Ctenomys knighti
Cténomys de Knight
Espèce
Statut de conservation UICN

 DD  : Données insuffisantes
Ctenomys knighti, parfois appelé aussi Cténomys de Knight, est une espèce qui fait partie des rongeurs de la famille des Ctenomyidae. Comme les autres membres du genre Ctenomys, appelés localement des tuco-tucos, c'est un petit mammifère d'Amérique du Sud bâti pour creuser des terriers. Ce rongeur est endémique d'Argentine où il est considéré par l'UICN comme étant peut-être menacé.
L'espèce a été décrite pour la première fois en 1919 par le zoologiste britannique Michael Rogers Oldfield Thomas (1858-1929).